# Negotin
Negotin (serbocroata cirílico: Неготин) es un municipio y villa de Serbia perteneciente al distrito de Bor.
En 2011 su población era de 36 879 habitantes, de los cuales 16 716 vivían en la villa y el resto en las 38 pedanías del municipio. La mayoría de los habitantes del municipio son étnicamente serbios (29 461 habitantes), con una minoría de valacos (3382 habitantes).
Se ubica junto al trifinio de Serbia con Rumania y Bulgaria, muy cerca del Danubio y a unos 30 km al noroeste de la ciudad búlgara de Vidin.

## Pedanías
El municipio incluye, además de la villa de Negotin, las siguientes pedanías (población entre paréntesis):
- Aleksandrovac (Negotin)
- Braćevac
- Brestovac (Negotin)
- Bukovče
- Crnomasnica
- Čubra
- Dupljane
- Dušanovac
- Jasenica (Negotin)
- Karbulovo
- Kobišnica
- Kovilovo
- Mala Kamenica
- Malajnica
- Mihajlovac
- Miloševo
- Mokranje
- Plavna (Negotin)
- Popovica
- Prahovo
- Radujevac
- Rajac
- Rečka
- Rogljevo
- Samarinovac
- Šarkamen
- Sikole
- Slatina (Negotin)
- Smedovac
- Srbovo
- Štubik
- Tamnič
- Trnjane
- Urovica
- Veljkovo
- Vidrovac
- Vratna

## Clima
| Parámetros climáticos promedio de Negotin (1981–2010, extremes 1961–2010) | Parámetros climáticos promedio de Negotin (1981–2010, extremes 1961–2010) | Parámetros climáticos promedio de Negotin (1981–2010, extremes 1961–2010) | Parámetros climáticos promedio de Negotin (1981–2010, extremes 1961–2010) | Parámetros climáticos promedio de Negotin (1981–2010, extremes 1961–2010) | Parámetros climáticos promedio de Negotin (1981–2010, extremes 1961–2010) | Parámetros climáticos promedio de Negotin (1981–2010, extremes 1961–2010) | Parámetros climáticos promedio de Negotin (1981–2010, extremes 1961–2010) | Parámetros climáticos promedio de Negotin (1981–2010, extremes 1961–2010) | Parámetros climáticos promedio de Negotin (1981–2010, extremes 1961–2010) | Parámetros climáticos promedio de Negotin (1981–2010, extremes 1961–2010) | Parámetros climáticos promedio de Negotin (1981–2010, extremes 1961–2010) | Parámetros climáticos promedio de Negotin (1981–2010, extremes 1961–2010) | Parámetros climáticos promedio de Negotin (1981–2010, extremes 1961–2010) |
| Mes                                                                       | Ene.                                                                      | Feb.                                                                      | Mar.                                                                      | Abr.                                                                      | May.                                                                      | Jun.                                                                      | Jul.                                                                      | Ago.                                                                      | Sep.                                                                      | Oct.                                                                      | Nov.                                                                      | Dic.                                                                      | Anual                                                                     |
| ------------------------------------------------------------------------- | ------------------------------------------------------------------------- | ------------------------------------------------------------------------- | ------------------------------------------------------------------------- | ------------------------------------------------------------------------- | ------------------------------------------------------------------------- | ------------------------------------------------------------------------- | ------------------------------------------------------------------------- | ------------------------------------------------------------------------- | ------------------------------------------------------------------------- | ------------------------------------------------------------------------- | ------------------------------------------------------------------------- | ------------------------------------------------------------------------- | ------------------------------------------------------------------------- |
| Temp. máx. abs. (°C)                                                      | 21.0                                                                      | 22.4                                                                      | 26.8                                                                      | 30.6                                                                      | 35.5                                                                      | 41.2                                                                      | 42.6                                                                      | 39.3                                                                      | 37.7                                                                      | 32.5                                                                      | 25.9                                                                      | 20.6                                                                      | 42.6                                                                      |
| Temp. máx. media (°C)                                                     | 3.9                                                                       | 6.2                                                                       | 11.8                                                                      | 18.0                                                                      | 23.6                                                                      | 27.2                                                                      | 29.7                                                                      | 29.6                                                                      | 24.3                                                                      | 17.5                                                                      | 9.5                                                                       | 4.3                                                                       | 17.1                                                                      |
| Temp. media (°C)                                                          | 0.3                                                                       | 1.9                                                                       | 6.6                                                                       | 12.2                                                                      | 17.7                                                                      | 21.3                                                                      | 23.5                                                                      | 22.8                                                                      | 17.6                                                                      | 11.6                                                                      | 5.5                                                                       | 1.1                                                                       | 11.8                                                                      |
| Temp. mín. media (°C)                                                     | -3.1                                                                      | -2.0                                                                      | 1.8                                                                       | 6.5                                                                       | 11.4                                                                      | 14.8                                                                      | 16.6                                                                      | 16.1                                                                      | 11.8                                                                      | 6.9                                                                       | 2.0                                                                       | -2.0                                                                      | 6.7                                                                       |
| Temp. mín. abs. (°C)                                                      | -28.5                                                                     | -25.6                                                                     | -19.0                                                                     | -4.9                                                                      | 1.0                                                                       | 3.1                                                                       | 7.5                                                                       | 5.6                                                                       | -3.6                                                                      | -7.6                                                                      | -13.7                                                                     | -22.0                                                                     | -28.5                                                                     |
| Precipitación total (mm)                                                  | 41.8                                                                      | 44.1                                                                      | 47.6                                                                      | 53.5                                                                      | 50.8                                                                      | 59.2                                                                      | 49.4                                                                      | 47.5                                                                      | 45.4                                                                      | 49.5                                                                      | 58.4                                                                      | 66.4                                                                      | 613.6                                                                     |
| Días de precipitaciones (≥ 0.1 mm)                                        | 11                                                                        | 9                                                                         | 10                                                                        | 11                                                                        | 11                                                                        | 9                                                                         | 8                                                                         | 7                                                                         | 8                                                                         | 9                                                                         | 11                                                                        | 12                                                                        | 117                                                                       |
| Días de nevadas (≥ 1 mm)                                                  | 7                                                                         | 6                                                                         | 4                                                                         | 0                                                                         | 0                                                                         | 0                                                                         | 0                                                                         | 0                                                                         | 0                                                                         | 0                                                                         | 3                                                                         | 6                                                                         | 26                                                                        |
| Horas de sol                                                              | 80.2                                                                      | 99.0                                                                      | 141.3                                                                     | 185.5                                                                     | 243.1                                                                     | 279.8                                                                     | 310.1                                                                     | 284.1                                                                     | 208.4                                                                     | 139.0                                                                     | 76.8                                                                      | 62.0                                                                      | 2109.2                                                                    |
| Humedad relativa (%)                                                      | 80                                                                        | 75                                                                        | 69                                                                        | 66                                                                        | 66                                                                        | 63                                                                        | 60                                                                        | 62                                                                        | 69                                                                        | 76                                                                        | 81                                                                        | 83                                                                        | 71                                                                        |
| Fuente: Republic Hydrometeorological Service of Serbia                    |                                                                           |                                                                           |                                                                           |                                                                           |                                                                           |                                                                           |                                                                           |                                                                           |                                                                           |                                                                           |                                                                           |                                                                           |                                                                           |